# Oatman
Oatman ist eine ehemalige Goldgräberstadt in den Black Mountains im US-Bundesstaat Arizona. Das U.S. Census Bureau hat bei der Volkszählung 2020 eine Einwohnerzahl von 102 ermittelt.
Oatman liegt an der ehemaligen Route 66 und ist heute ein beliebter Treffpunkt für Biker, Touristen und Abenteurer aus aller Welt.

## Geschichte
Nachdem der Ort zunächst einige andere Namen hatte, wurde er nach Olive Oatman benannt, einem Mädchen, das 1851 von Indianern entführt und 1856 befreit wurde.
Im Jahre 1921 brannte ein Großteil der kleineren Gebäude von Oatman ab. Das 1902 erbaute Oatman Hotel blieb jedoch erhalten und ist heute das älteste zweigeschossige Haus in Mohave County, das noch aus Adobe-Lehmziegeln erbaut wurde. Es steht unter Denkmalschutz und erlangte Berühmtheit, weil es Clark Gable und Carole Lombard während ihrer Flitterwochen im Jahr 1939 als Quartier diente. Die Gable and Lombard Suite ist eine der Hauptattraktionen des Hotels. Clark Gable verliebte sich in den Ort und kehrte später immer wieder dorthin zurück, um mit den Minenarbeitern Poker zu spielen.

## Oatman als Goldgräberstadt

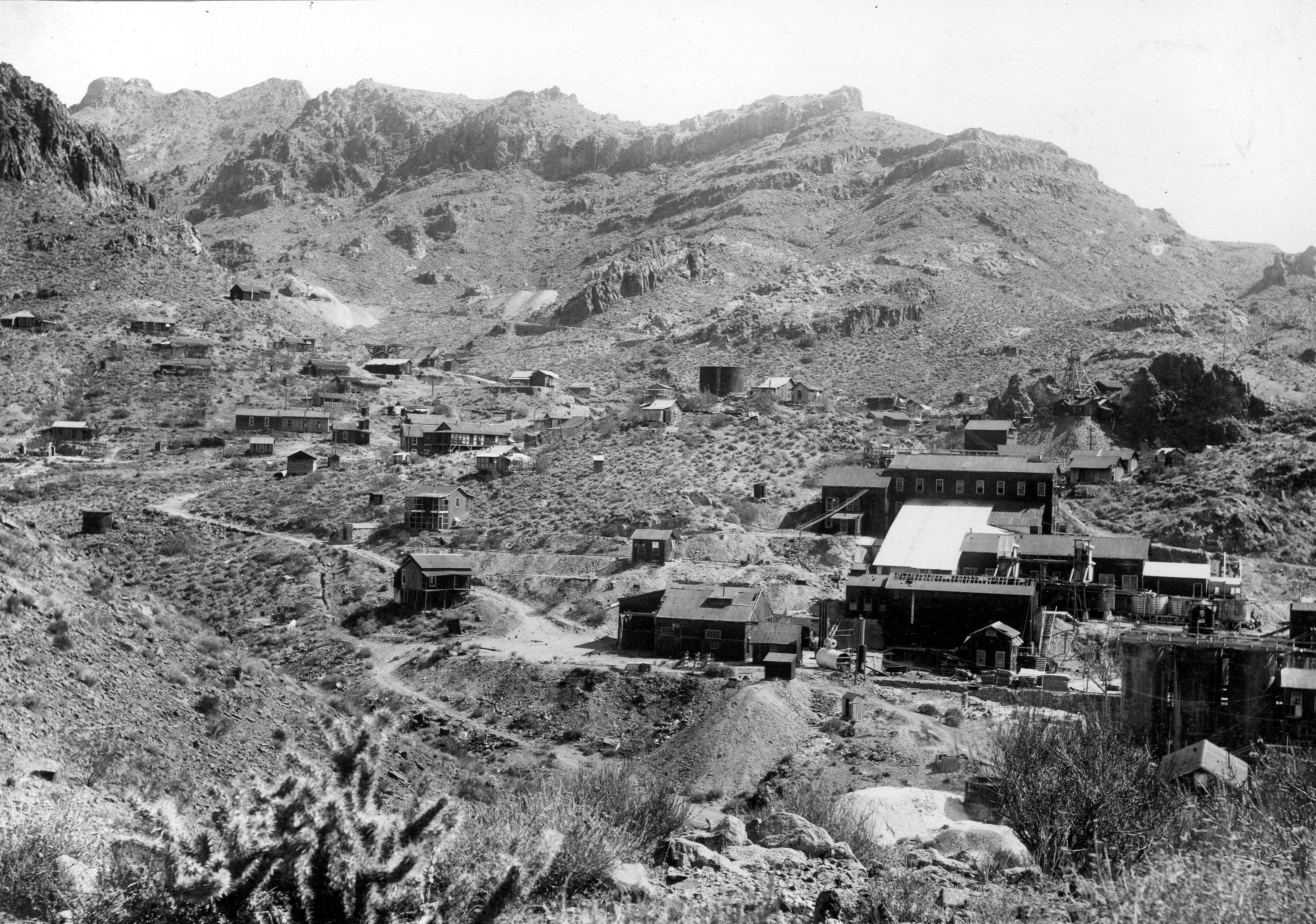
Oatman Minen 1921

In der Goldgräberstadt Oatman wurde Gold für rund 30 Millionen Dollar abgebaut, gerechnet im Wert von 1930. 1924 schloss die United Eastern Mines, eine der größten Goldminen des Ortes. 1941 wurde der Goldabbau in Oatman von der US-Regierung gänzlich untersagt, weil während des Zweiten Weltkrieges andere Metalle viel dringender benötigt wurden. Heute wird in der Nähe der Stadt wieder Gold gefördert. Durch seine Lage an der Route 66 blieb dem Ort das Schicksal vieler anderer Goldgräberstädte zunächst erspart, die nach dem Ende des Goldrausches zu Geisterstädten verfielen. Nachdem der Interstate Highway 40 zwischen Kingman und Needles 1952 fertiggestellt und Oatman, wie viele andere Städte, umgangen wurde, verkam jedoch auch Oatman fast zu einer Geisterstadt.

## Oatman heute
In den 1970er Jahren wurde als Konkurrenz zu Las Vegas am untersten Grenzzipfel von Nevada die Spielerstadt Laughlin gegründet, die eine große Zahl neuer Besucher nach Oatman brachte. Mit der Route-66-Nostalgie wurde Oatman ein touristischer Anziehungspunkt. Von Kingman kommend, führt eines der schönsten Teilstücke der „Mother Road“ über den verschlungenen Sitgreaves-Pass vorbei an „Ed´s Camp“ nach Oatman.
Wilde Esel, „Burros“ genannt, laufen in der Stadt frei umher. Sie stammen von Lasteseln ab, die von ihren Besitzern einst freigelassen wurden, nachdem sie nicht mehr gebraucht wurden. Überall gibt es Karotten und „Eselfutter“ zu kaufen, damit die Touristen die Tiere füttern können. Obwohl die Esel meist sehr zahm sind, wird auf Schildern überall in der Stadt darauf hingewiesen, dass es sich um wildlebende Tiere handelt, mit dem Hinweis vorsichtig zu sein.
Den Gästen werden verschiedene Attraktionen geboten, von Oldtimer-Rallyes bis hin zu vorgetäuschten Schießereien in Wild-West-Manier und gespielten Postkutschen-Überfällen oder dem Sidewalk Egg Fry-Wettbewerb, bei dem die Teilnehmer auf dem Gehsteig versuchen, Spiegeleier nur mit Sonnenenergie zu braten. Bis zu 500.000 Besucher kommen jedes Jahr nach Oatman.

## Bildergalerie

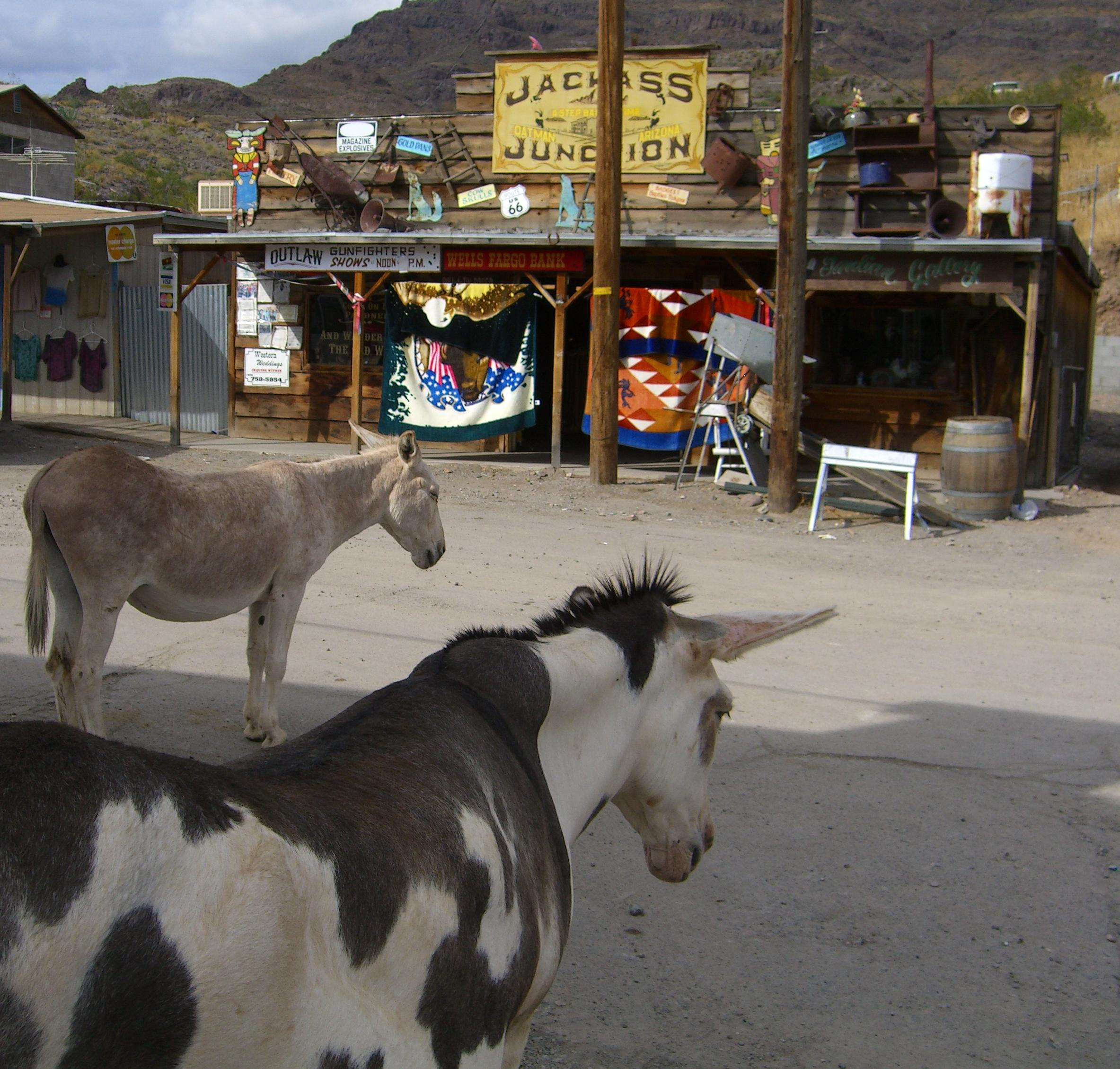
Die wilden Esel von Oatman
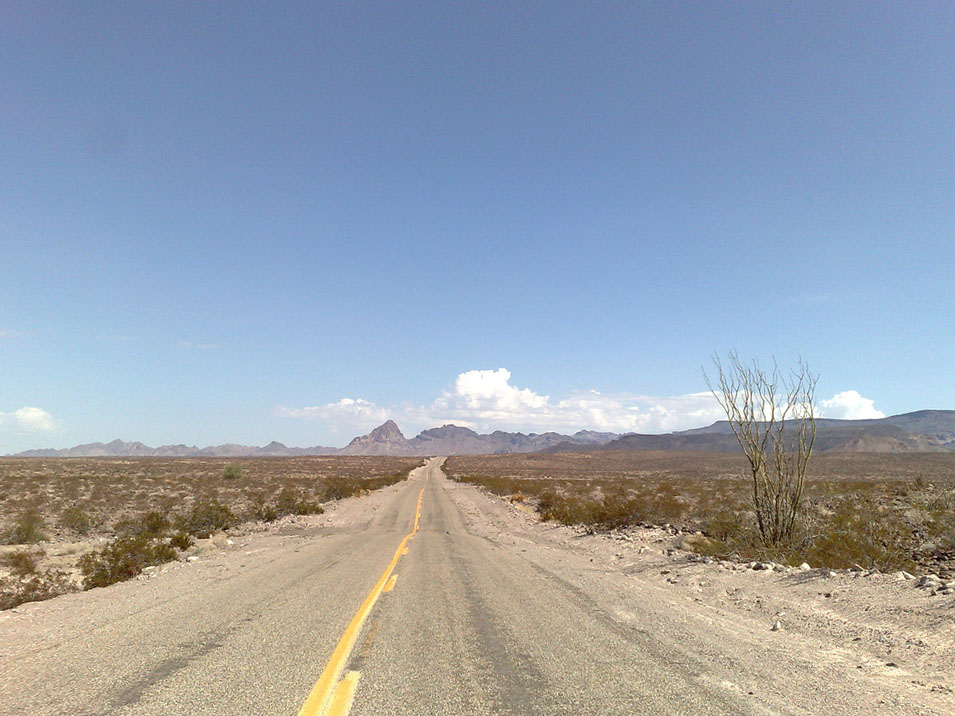
Die Route 66 nach Oatman
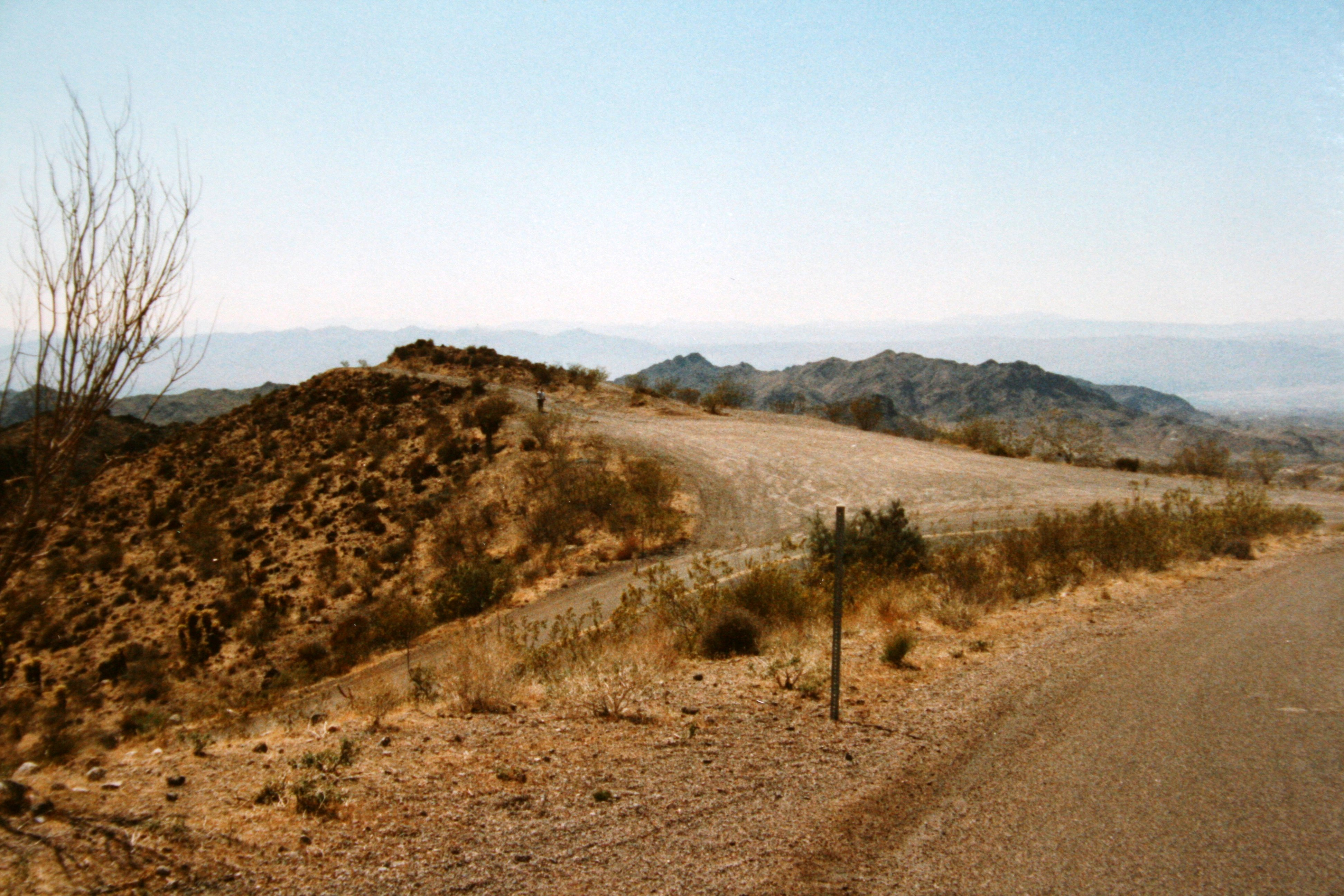
Sitgreaves Pass
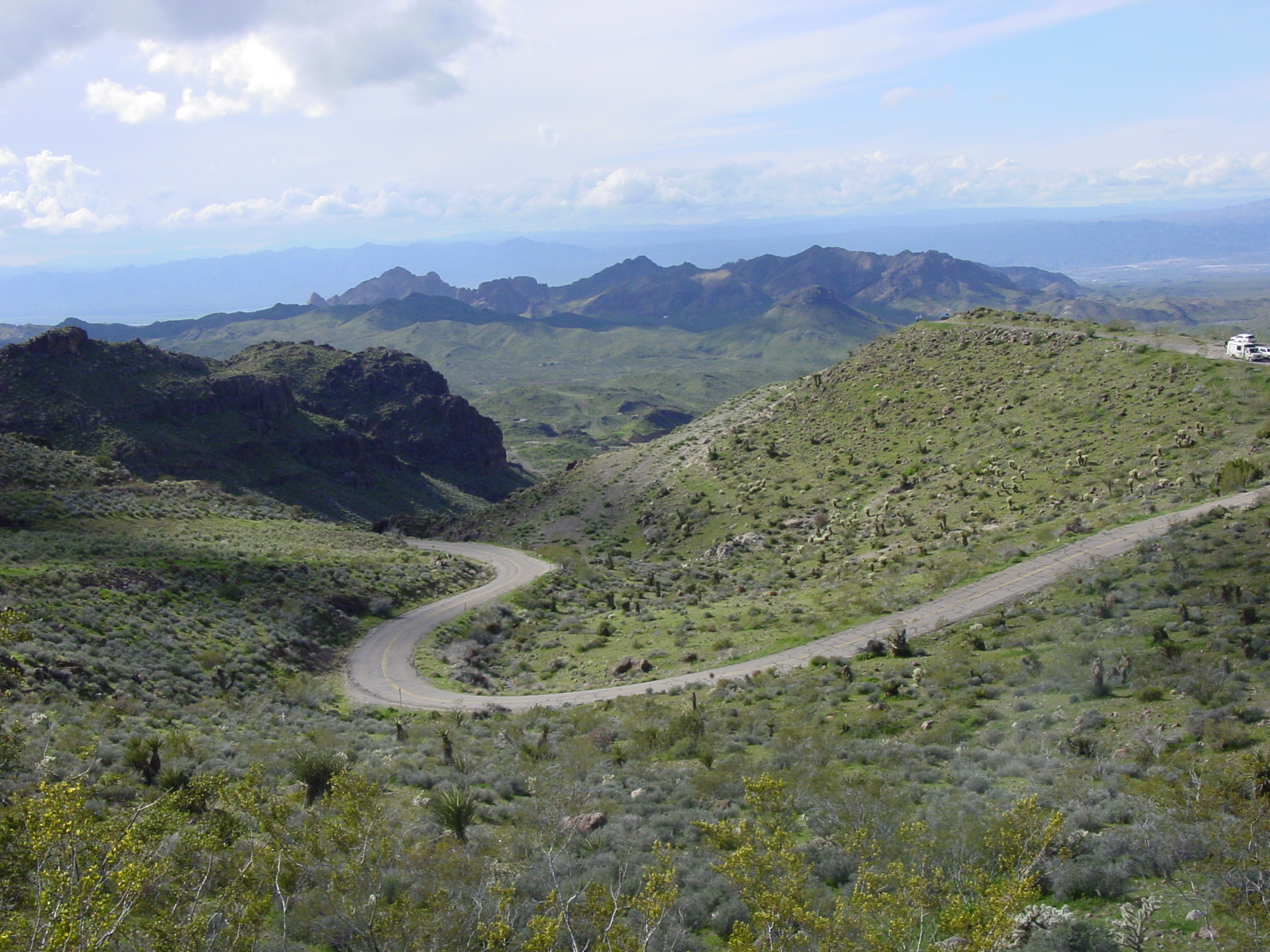
Route 66 in den Black Mountains